# Geri Gesslbauer

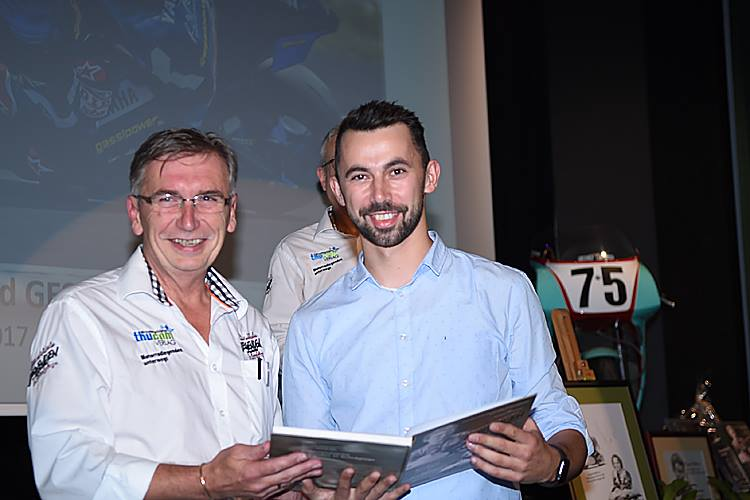
Gesslbauer (r.) 2018 bei der Ehrung zur „Motorsport legende Österreich“

Gerold „Geri“ Gesslbauer (* 16. Jänner 1989 in Graz) ist ein österreichischer Motorradrennfahrer und Unternehmer.

## Karriere
Gerold Gesslbauer ging 2015 erstmals in der Österreichischen Motorrad-Staatsmeisterschaft (IOEM) und in der Alpe Adria International Motorcycle Championship (AAIMC) an den Start. Ein Jahr später fuhr er mit einer Kawasaki Ninja ZX-6 R die komplette Saison in der Klasse Superstock 600 der IOEM und AAIMC.
Gesslbauer gewann 2017 und 2018 die IOEM auf einer Yamaha YZF-R 6 in der Klasse STK 600 sowie 2018 auch den Meistertitel in der AAIMC.
2019 startete Gesslbauer mit einer Yamaha YZF-R 1 in der Klasse Superbike erneut in der Österreichischen Motorrad-Staatsmeisterschaft und in der Alpe-Adria-Meisterschaft und belegte in der IOEM den dritten Platz und in der AAIMC den siebten Platz.
2020 war Gesslbauer in Estoril in Portugal Ersatzfahrer der FIM Endurance World Championship. 2021 startete er in der Endurance-WM für AvioBike beim 24-Stunden-Motorradrennen von Le Mans und beim 6-Stunden-Rennen auf dem Autodrom Most in Tschechien.
2022 folgte zusammen mit dem österreichischen Extremsportler Elias Schwärzler am 22. Mai der Eintrag ins Guinness-Buch der Rekorde, indem Gesslbauer Schwärzler mit einer Honda CBR 1000 RR-R auf einem serienmäßigen Mountainbike mit über 272 km/h über den Lausitzring zog.
Gesslbauer ist zusammen der deutschen Eder Racing GmbH & Co. KG Veranstalter von Rennstreckenevents in Europa und zusammen mit Andreas Gesslbauer Geschäftsführer des Motorradhandelsunternehmens Gesslbauer GmbH in Waisenegg, Steiermark.

## Statistik
| Saison | Klasse   | Motorrad               | Rennen | Siege | Podien | Poles | Position                                                                                 |
| ------ | -------- | ---------------------- | ------ | ----- | ------ | ----- | ---------------------------------------------------------------------------------------- |
| 2013   | 1000 cm³ | Yamaha YZF-R 1         | 5      | —     | —      | —     | (Gaststarts)                                                                             |
| 2014   | 675 cm³  | Triumph Daytona        | 2      | 1     | 2      | —     | (Gaststarts)                                                                             |
| 2015   | 675 cm³  | Triumph Daytona        | 6      | 3     | 5      | 2     | 2.                                                                                       |
| 2016   | 600 cm³  | Kawasaki ZX-6 R        | 10     | —     | 7      | —     | 3.                                                                                       |
| 2017   | 600 cm³  | Yamaha YZF-R 6         | 10     | 8     | 10     | 4     | Staatsmeister                                                                            |
| 2018   | 600 cm³  | Yamaha YZF-R6          | 12     | 9     | 10     | 7     | Staatsmeister & Alpe Adria International Motorcycle Championship Meister                 |
| 2019   | 1000 cm³ | Yamaha YZF-R 1         | 12     | —     | 11     | 1     | 3. Platz Staatsmeisterschaft & 7. Platz Alpe Adria International Motorcycle Championship |
| 2020   | 1000 cm³ | Yamaha YZF-R 1         | 4      | 2     | 3      | —     | 2. Platz Staatsmeisterschaft & 2. Platz Alpe Adria International Motorcycle Championship |
| 2021   | 1000 cm³ | Honda CBR 1000 RR-R SP | 8      | 3     | 8      | 2     | Meister European Racing Championship                                                     |
| Gesamt | Gesamt   | Gesamt                 | 57     | 21    | 45     | 14    | 4 Meistertitel                                                                           |